# Campestre de Goiás
Campestre de Goiás är en kommun i Brasilien.   Den ligger i delstaten Goiás, i den centrala delen av landet, 220 km sydväst om huvudstaden Brasília. Antalet invånare är 3 387.
Omgivningarna runt Campestre de Goiás är huvudsakligen savann. Runt Campestre de Goiás är det glesbefolkat, med 18 invånare per kvadratkilometer.